# Astérix (Astérix el Galo)
Astérix o Asterix es un personaje de ficción que aparece en los cómics de Astérix el Galo y el protagonista del cómic del mismo nombre. Va casi siempre acompañado por su amigo Obélix. Su nombre se pronuncia "asteríks" y proviene del francés astérisque, que significa asterisco. 

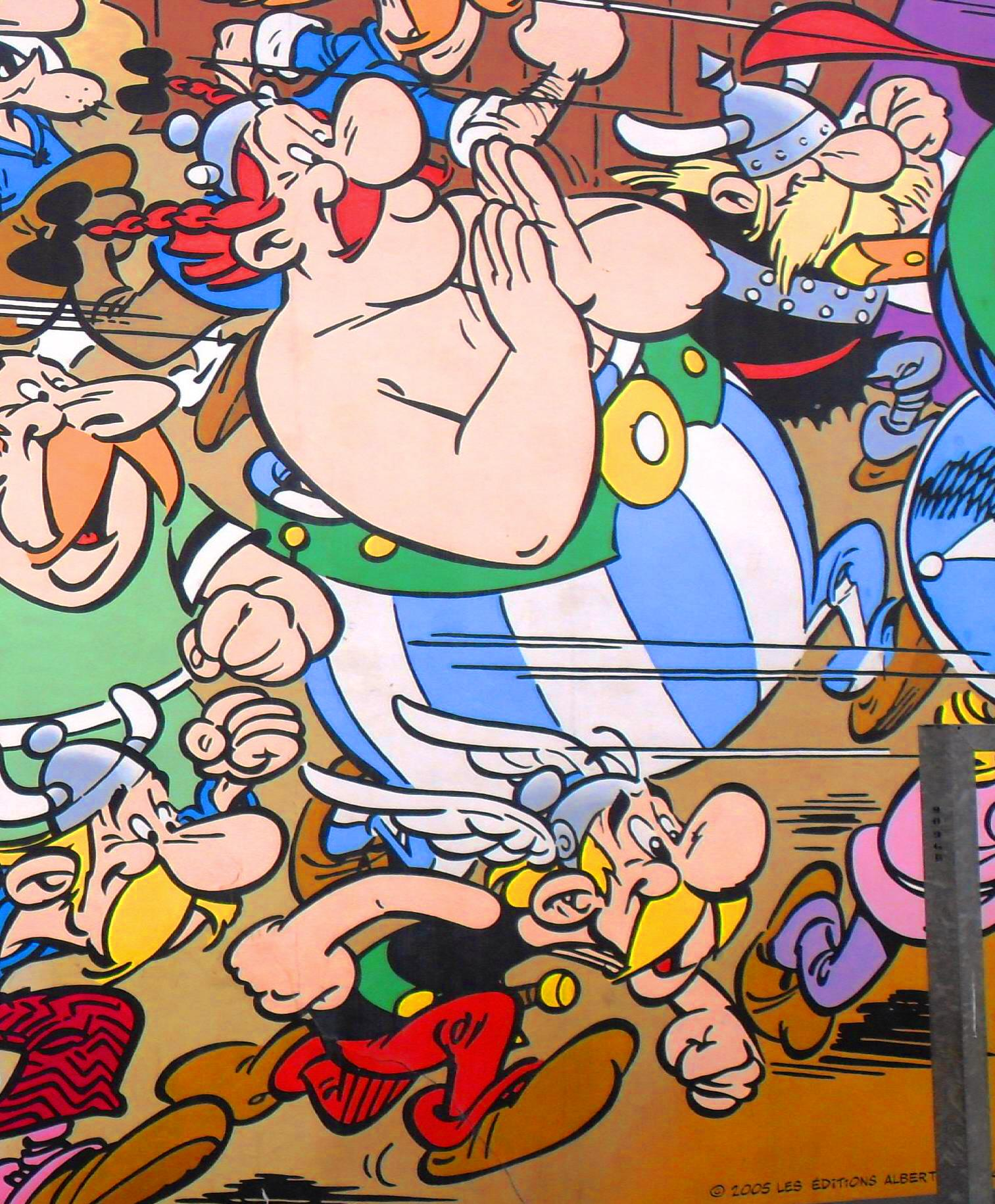
Astérix (en frente) y su compañero Obélix (detrás) en un mural de Bruselas.

El recurso de la pareja que resalta los contrastes está usado de forma magnífica en Asterix el Galo y la pareja de Astérix y Obélix representan como otras en la literatura (Don Quijote y Sancho Panza, 'El Gordo y el Flaco'...) diferentes puntos de vista de la acción a la que dan vida y permiten continuidad a través de sus diálogos.
En contraposición a Obelix, Asterix es bajo, serio, inteligente, habilidoso, astuto y solo adquiere una fuerza inconmensurable al beber la poción mágica que prepara el druida Panoramix, a diferencia de Obelix que posee esa fuerza de forma permanente por haber caído de niño en la marmita de la poción.
El personaje muestra su ternura e incluso su amor o atracción sexual de una forma idílica: aprecia a los niños y las doncellas y se enamora solo platónicamente, llegando a experimentar gran rubor ante muestras de afecto o atención tan simples como un beso en la mejilla o en la frente.
La violencia se expresa siempre en su variante cómica tradicional donde a pesar de los inmensos porrazos y grandes vuelos que efectúan los personajes por los golpes que les propinan los protagonistas nunca hay muertos, aunque se muestran explícitamente hematomas, ojos morados y otras contusiones y consecuencias de la lucha.
Asterix representa la victoria de David contra Goliat desde la primera página de sus libros donde siempre se recuerda que su aldea es la única de la Galia que resiste al invasor. A pesar de su inexactitud histórica, el argumento halaga, sin duda, los sentimientos patrióticos de los franceses.
La estructura de los libros se desarrolla a partir de un problema o dificultad que se le plantea a la tribu y que deberá ser resuelto mediante una misión a desarrollar por los protagonistas que les llevará frecuentemente a tierras lejanas y que resolverán en parte a través de la astucia de Asterix pero también mediante la fuerza de Obélix y el recurso a la poción mágica. El inevitable final es el festín a base de jabalíes, alrededor de la hoguera bajo el árbol de la tribu al lado del cual quedará atado para evitar sus horribles odas Asurancetúrix, el bardo de la tribu. 
En definitiva Asterix representa un héroe clásico: Inteligente, audaz, astuto, valeroso, humano, gran amigo y vecino, leal con su jefe, honrado y paciente siempre disponible para deshacer enredos, realizar viajes épicos, ayudar a las damas o servir a su gente.

## Caracterización

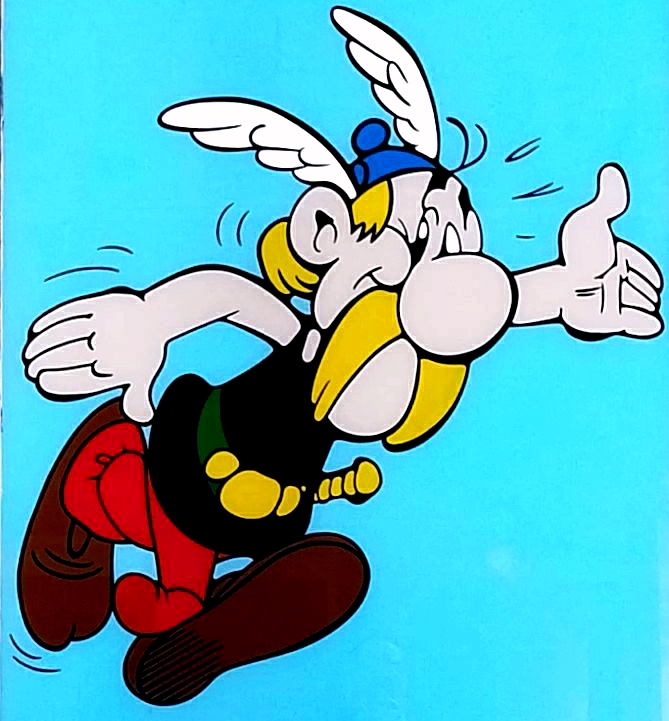
Asterix

Su voz en las versiones originales de las películas de animación fue puesta por Roger Carel en todos los títulos desde 1967 y 2014.